# 長谷部恭男
長谷部 恭男（はせべ やすお、1956年10月22日 - ）は、日本の法学者。専門は憲法学・公法学。東京大学名誉教授、早稲田大学法学学術院、大学院法務研究科教授。日本公法学会理事長、国際憲法学会（IACL）副会長。広島県出身。芦部信喜門下。

## 人物
広島市中区堺町出身。民事訴訟法学者で学習院大学法学部教授の長谷部由起子は妻である。「立憲デモクラシーの会」の呼びかけ人であり、「国民安保法制懇」のメンバーでもある。

## 来歴
- 1975年 広島大学附属高校卒業
- 1979年 東京大学法学部第1類（私法コース）卒業[6]
- 1979年 東京大学法学部助手（学士助手）
- 1982年4月 学習院大学法学部専任講師に就任。後に同教授。
- 1993年 東京大学大学院法学政治学研究科助教授に転籍
- 1995年-2014年3月 東京大学大学院法学政治学研究科教授
- 2007年-2008年12月 東京大学大学院法学政治学研究科法曹養成専攻長（法科大学院長）
- 2014年4月 早稲田大学法学学術院教授（現職）[7]
- 2017年6月 東京大学より名誉教授の称号を受く。

その他、ロンドン大学客員研究員、ニューヨーク大学客員教授などを歴任。

## 社会的活動
- 旧司法試験第二次試験考査委員
- 国際憲法学会監査委員
- 法科大学院協会理事
- 朝日新聞社 報道と人権委員会委員
- 国地方係争処理委員会委員
- 取引価格情報の提供制度に関する検討委員会委員
- デジタル時代のNHK懇談会委員
- モバイルコンテンツビジネスの環境整備の方策に関する研究会座長
- インターネット上の違法・有害情報への対応に関する検討会構成員
- 通信・放送の総合的な法体系に関する研究会構成員
- 迷惑メールへの対応の在り方に関する研究会構成員
- 有線放送による放送の再送信に関する研究会構成員
- 公平負担のための受信料体系の現状と課題に関する研究会構成員
- 迷惑通信への対応の在り方に関する研究会構成員
- 郵便・信書便制度の見直しに関する調査研究会構成員
- デジタル化の進展と放送政策に関する調査研究会構成員
- ストリーミング技術等の新技術を用いたコンテンツ流通ビジネスに関する研究会構成員
- IT時代の接続ルールに関する研究会構成員
- 個人信用情報保護・利用の在り方に関する懇談会構成員

## 主張
集団的自衛権の行使は違憲としている。自民党の推薦を受け、衆議院憲法審査会に参考人として参加した際、集団的自衛権について「憲法違反だ。従来の政府見解の基本的な論理の枠内では説明がつかない」と発言した。

## 著書

### 単著
- 『権力への懐疑――憲法学のメタ理論』（日本評論社、1991年）
- 『テレビの憲法理論――多メディア・多チャンネル時代の放送法制』（弘文堂、1992年）
- 『憲法』（新世社、1996年／第2版･2001年／第3版･2004年／第4版･2008年／第5版･2011年／第6版・2014年／第7版・2018年）
- 『憲法学のフロンティア』（岩波書店、1999年／岩波人文書セレクション版・2013年）
- 『比較不能な価値の迷路――リベラル・デモクラシーの憲法理論』（東京大学出版会、2000年／増補新装版、2018年）
- 『憲法と平和を問いなおす』（ちくま新書、2004年）
- 『憲法の理性』（東京大学出版会、2006年／増補新装版・2016年）
- 『Interactive憲法』（有斐閣、2006年）
- 『憲法とは何か』（岩波新書、2006年）
- 『憲法の境界』(羽鳥書店、2009年）
- 『憲法入門』（羽鳥書店、2010年）
- 『憲法のimagination』（羽鳥書店、2010年）
- 『続・Interactive憲法』（有斐閣、2011年）
- 『法とは何か――法思想史入門』（河出書房新社、2011年／増補新版・2015年）
- 『憲法の円環』（岩波書店、2013年）
- 『憲法の論理』（有斐閣、2017年）
- 『憲法の良識──「国のかたち」を壊さない仕組み』（朝日新書、2018年）
- 『憲法学の虫眼鏡』（2019年）
- 『憲法講話――24の入門講義』（有斐閣、2020年）

### 共著
- （戸波江二・松井茂記・安念潤司）『憲法(1)――統治機構』（有斐閣、1992年）
- （戸波江二・松井茂記・安念潤司）『憲法(2)――人権』（有斐閣、1992年）
- （宇賀克也）『法システム(3)』（放送大学教育振興会、2006年）
- （杉田敦）『これが憲法だ!』（朝日新書、2006年）
- （田中裕二・太田光）『みんなの憲法入門』（講談社（爆笑問題のニッポンの教養）、2008年）
- （杉田敦）『憲法と民主主義の論じ方』（朝日新聞出版、2016年）
- （石田勇治）『ナチスの「手口」と緊急事態条項』（集英社新書、2017年）
- （高橋源一郎編）『憲法が変わるかもしれない社会』（文藝春秋、2018年）
- （J・マーク・ラムザイヤー・宇賀克也・中里実・川出敏裕・大村敦志・松下淳一・神田秀樹・荒木尚志・白石忠志）『アメリカから見た日本法』（有斐閣、2019年）

### 編著
- 『リーディングズ 現代の憲法』（日本評論社、1995年）
- 『憲法本41――改憲・護憲をいうまえに学んでおくべきこと』（平凡社、2001年）
- 『岩波講座憲法(6)憲法と時間』（岩波書店、2007年）
- 『講座 人権論の再定位(3)人権の射程』（法律文化社、2010年）
- 『「この国のかたち」を考える』（岩波書店、2014年）
- 『検証・安保法案――どこが憲法違反か』（有斐閣、2015年）[10]
- 『安保法制から考える憲法と立憲主義・民主主義』（有斐閣、2016年）
- 『注釈日本国憲法(2)──国民の権利及び義務(1)10条〜24条』（有斐閣、2017年）
- 『論究憲法──憲法の過去から未来へ』（有斐閣、2017年）
- 『注釈日本国憲法(3)──国民の権利及び義務(1)・国会』（有斐閣、2020年）

### 共編著
- （芦部信喜・高橋和之）『憲法判例百選Ⅰ〔第4版〕』（有斐閣、別冊ジュリスト、2000年）
- （芦部信喜・高橋和之）『憲法判例百選Ⅱ〔第4版〕』（有斐閣、別冊ジュリスト、2000年）
- （舟田正之）『放送制度の現代的展開』（有斐閣、2001年）
- （宇賀克也）『法システム(3)情報法』（放送大学、2002年）
- （金泰昌）『公共哲学(12)法律から考える公共性』（東京大学出版会、2004年）
- （中島徹・赤坂正浩・阪口正二郎・本秀紀）『ケースブック憲法』（弘文堂、2004年／第2版･2007年／第3版･2010年）
- （堀部政男）『メディア判例百選』（有斐閣、別冊ジュリスト、2005年） ISBN 4-641-11479-X
- （ダニエル・フット）『融ける境 超える法(4)メディアと制度』（東京大学出版会、2005年）
- （高橋和之・石川健治）『憲法判例百選Ⅰ〔第5版〕』（有斐閣、別冊ジュリスト、2007年） ISBN 978-4-641-11487-6
- （高橋和之・石川健治）『憲法判例百選Ⅱ〔第5版〕』（有斐閣、別冊ジュリスト、2007年）
- （橘木俊詔・今田高俊・益永茂樹）『リスク学入門（全5巻）』（岩波書店、2007年／新装増補版、2017年）
- （中島徹）『憲法の理論を求めて――奥平憲法学の継承と展開』（日本評論社、2009年） ISBN 978-4-535-51626-7
- （辻村みよ子）『憲法理論の再創造』（日本評論社、2011年）
- （宇賀克也）『情報法』（有斐閣、2012年）
- （石川健治・宍戸常寿）『憲法判例百選Ⅰ〔第6版〕』（有斐閣、別冊ジュリスト、2013年）
- （石川健治・宍戸常寿）『憲法判例百選Ⅱ〔第6版〕』（有斐閣、別冊ジュリスト、2013年）
- （安西文雄・宍戸常寿・林知更）『現代立憲主義の諸相――高橋和之先生古稀記念論文集』（有斐閣、2013年）
- 『有斐閣判例六法』（有斐閣、平成27年版2014年、平成28年版2015年、平成29年版2016年、平成30年版2017年、平成31年版2018年、令和2年版2019年）
- （大村敦志・佐伯仁志・荒木尚志・道垣内弘人・亀本洋）『岩波講座 現代法の動態(1)法の生成／創設』（岩波書店、2014年）
- （大村敦志・佐伯仁志・荒木尚志・道垣内弘人・亀本洋）『岩波講座 現代法の動態(6)法と科学の交錯』（岩波書店、2014年）
- （大村敦志・佐伯仁志・荒木尚志・道垣内弘人・亀本洋）『岩波講座 現代法の動態(3)社会変化と法』（岩波書店、2014年）
- （大村敦志・佐伯仁志・荒木尚志・道垣内弘人・亀本洋）『岩波講座 現代法の動態(2)法の実現手法』（岩波書店、2014年）
- （大村敦志・佐伯仁志・荒木尚志・道垣内弘人・亀本洋）『岩波講座 現代法の動態(5)法の変動の担い手』（岩波書店、2015年）
- （大村敦志・佐伯仁志・荒木尚志・道垣内弘人・亀本洋）『岩波講座 現代法の動態(4)国際社会の変動と法』（岩波書店、2015年）
- 『有斐閣判例六法Professional』（有斐閣、平成28年版2015年、平成29年版2016年、平成30年版2017年、平成31年版2018年、令和2年版2019年）
- （岡田信弘・笹田栄司）『憲法の基底と憲法論──高見勝利先生古稀記念』（信山社、2015年）
- （渡辺康行・松井茂記）『自由の法理──阪本昌成先生古稀記念論文集』（成文堂、2015年）
- （杉田敦）『安保法制の何が問題か』（岩波書店、2015年）
- （樋口陽一・中島徹）『憲法の尊厳──奥平憲法学の継承と展開』（日本評論社、2017年）
- （辻村みよ子・石川健治・愛敬浩二）『「国家と法」の主要問題』（日本評論社、2018年）
- （石川健治、宍戸常寿）『憲法判例百選』Ⅰ／Ⅱ、第7版（有斐閣、別冊ジュリスト、2019年）

### 訳書
- H.L.A.ハート『法の概念〔第3版〕』（ちくま学芸文庫、2014年）

### 共訳書
- J・ウォルドロン（愛敬浩二・谷口功一）『立法の復権――議会主義の政治哲学』（岩波書店、2003年） ISBN 4-00-025557-6